# Líbano en los Juegos Olímpicos de Innsbruck 1964
Líbano estuvo representado en los Juegos Olímpicos de Innsbruck 1964 por cuatro deportistas masculinos que compitieron en esquí alpino.
El equipo olímpico libanés no obtuvo ninguna medalla en estos Juegos.